# Deutsche Hopfenstraße

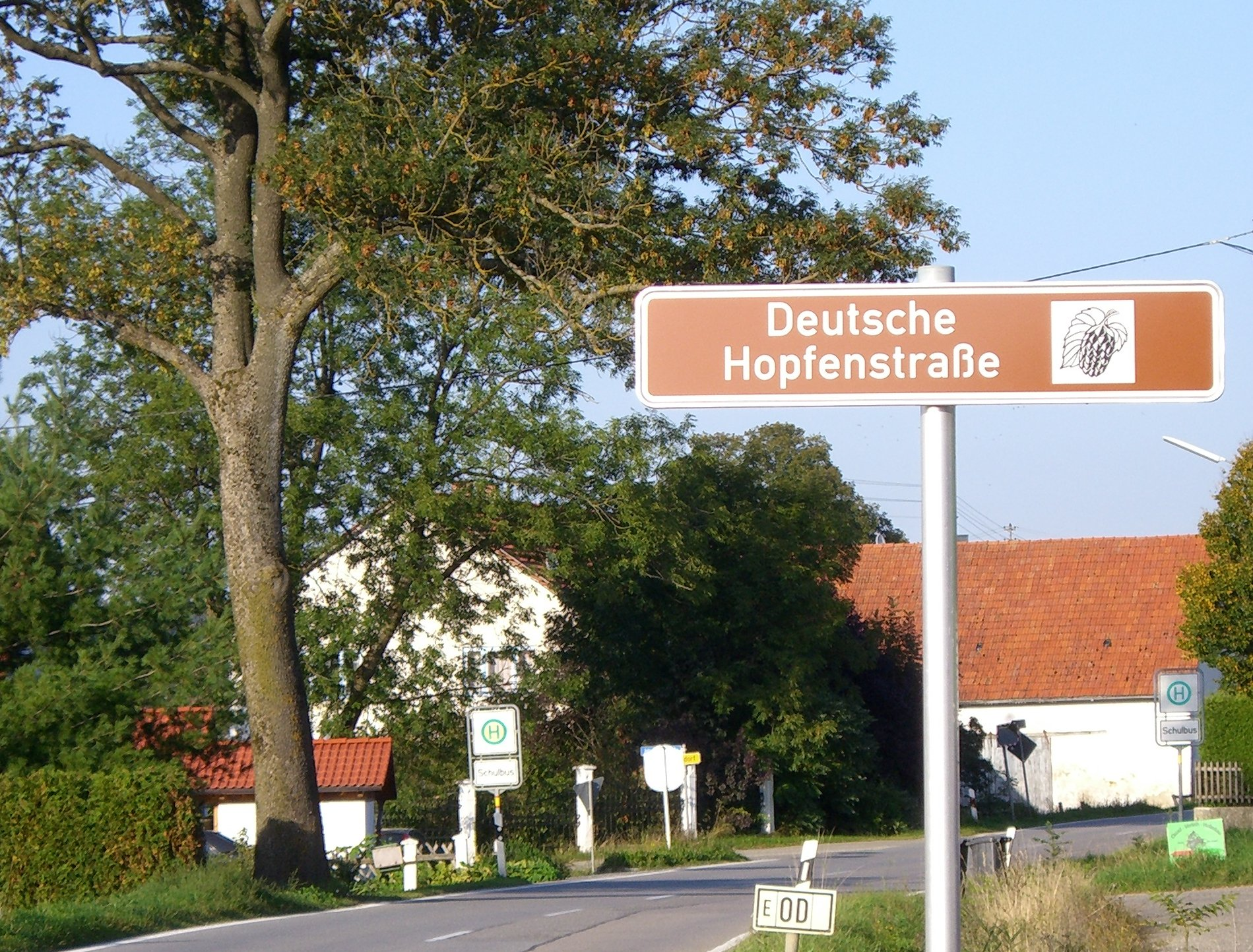

De Deutsche Hopfenstraße is een toeristische autoroute in Beieren, Duitsland. De bewegwijzerde route van 70 kilometer loopt door de Hallertau-hopstreek van Freising naar Abensberg en is gewijd aan de hopteelt.